# Ievgueni Solojenkine
Ievgueniï Aleksandrovitch Solojenkine est un joueur d'échecs soviétique puis russe né le 11 juillet 1963 à Leningrad en Union soviétique. Grand maître international depuis 1993, il a remporté deux fois le championnat de Saint-Pétersbourg et une fois le tournoi d'échecs de Reggio d'Émilie.

## Biographie et carrière
Solojuenkine remporta le tournoi de Ploiești en 1980 et remporta une médaille d'or individuelle et la médaille de bronze avec l'équipe de Leningrad au championnat d'URSS par équipes de 1986. Il remporta deux fois le championnat de Saint-Pétersbourg : en 1986 (à vingt ans) et en 1998. Il obtint le titre de maître international en 1991 et le titre de grand maître international en 1993. 
Outre le championnat de Saint-Pétersbourg, Solojenkine remporta  : 
- le tournoi de Tampere 1992 en Finlande ;
- l'Open de Cappelle-la-Grande en 1993 avec 7,5 points sur 9, seul devant 19 grands maîtres et 61 maîtres internationaux  ;
- le tournoi de Barcelone en 1995 ;
- l'open Heart of Finland en 1998 à Jyväskylä (après avoir été premier ex æquo en 1997)[2] ;
- le 41e tournoi d'échecs de Reggio d'Émilie 1998-1999 ;
- le tournoi de Béthune en 2000 ;
- le tournoi d'Helsinki en 2000 et 2002.

En 1998 et 1999, avec l'équipe de Saint-Pétersbourg, il finit troisième du championnat de la ligue russe.